# Sensemilia Mixtape
Sensemilia Mixtape је албум српског хип хоп музичара Расте снимљен 2009. са LMR, колегом из Шоу програма. Албум садржи 16 песама. Као гости, на албуму се појављују Full Trip, Fake и Mihilow. Песме на албуму представљају својеврсну мешавину регеа и хип-хопа, музике коју је Раста још од млађих дана слушао и коју је овим албумом покушао да представи српској публици. Матрице за песме сакупљане су широм света (Јамајка, Јужна Америка, Европа) уз помоћ контаката преко немачке издавачке куће Germanic Soul. Песме које су се издвојиле са албума су Легализуј, која говори о легализацији марихуане; Лако запаљива, за коју је снимљен и спот; као и обрада једне стране песме — Док ја ролам.

## Песме
| Бр. | Назив песме                             | Трајање |
| --- | --------------------------------------- | ------- |
| 1.  | (ft. LMR)                               | 00:26   |
| 2.  | Сасвим ново (ft. LMR)                   | 02:26   |
| 3.  | Нама добро је (ft. LMR)                 | 02:57   |
| 4.  | Легализуј (ft. LMR, Full Trip, Mihilow) | 05:23   |
| 5.  | Имам то (ft. LMR)                       | 02:29   |
| 6.  | Окривите мене (ft. LMR)                 | 03:18   |
| 7.  | Лако запаљива (ft. LMR)                 | 02:33   |
| 8.  | Док ја ролам блант (ft. LMR, Mihilow)   | 03:45   |
| 9.  | Кучкин син (ft. LMR)                    | 03:06   |
| 10. | Имам то (ft. LMR)                       | 02:45   |
| 11. | Паника (ft. LMR)                        | 01:58   |
| 12. | Како сте бре добре бре (ft. LMR)        | 03:09   |
| 13. | Медитирам                               | 02:49   |
| 14. | (ft. LMR, Fake, Mihilow)                | 04:01   |
| 15. | К’о нико други (ft. LMR)                | 02:24   |
| 16. | Outro                                   | 00:49   |